# Hussam Fawzi
Hussam Fawzi (3 settembre 1974) è un ex calciatore iracheno, di ruolo attaccante.

## Carriera
Con la Nazionale irachena ha partecipato ai Coppa d'Asia 1996 e 2000.

## Statistiche

### Cronologia presenze e reti in Nazionale
| Cronologia completa delle presenze e delle reti in nazionale ― Iraq | Cronologia completa delle presenze e delle reti in nazionale ― Iraq | Cronologia completa delle presenze e delle reti in nazionale ― Iraq | Cronologia completa delle presenze e delle reti in nazionale ― Iraq | Cronologia completa delle presenze e delle reti in nazionale ― Iraq | Cronologia completa delle presenze e delle reti in nazionale ― Iraq | Cronologia completa delle presenze e delle reti in nazionale ― Iraq | Cronologia completa delle presenze e delle reti in nazionale ― Iraq |
| Data                                                                | Città                                                               | In casa                                                             | Risultato                                                           | Ospiti                                                              | Competizione                                                        | Reti                                                                | Note                                                                |
| ------------------------------------------------------------------- | ------------------------------------------------------------------- | ------------------------------------------------------------------- | ------------------------------------------------------------------- | ------------------------------------------------------------------- | ------------------------------------------------------------------- | ------------------------------------------------------------------- | ------------------------------------------------------------------- |
| 11-8-1996                                                           | Amman                                                               | Pakistan                                                            | 0 – 3                                                               | Iraq                                                                | Qual. Coppa d'Asia 1996                                             | 1                                                                   |                                                                     |
| 5-12-1996                                                           | Dubai                                                               | Iran                                                                | 1 – 2                                                               | Iraq                                                                | Coppa d'Asia 1996                                                   | 1                                                                   |                                                                     |
| 23-5-1997                                                           | Lahore                                                              | Pakistan                                                            | 2 – 6                                                               | Iraq                                                                | Qual. Mondiali 1998                                                 | 2                                                                   |                                                                     |
| 20-6-1997                                                           | Baghdad                                                             | Iraq                                                                | 6 – 1                                                               | Pakistan                                                            | Qual. Mondiali 1998                                                 | 1                                                                   |                                                                     |
| 7-8-1999                                                            | Dushanbe                                                            | Kirghizistan                                                        | 1 – 5                                                               | Iraq                                                                | Qual. Coppa d'Asia 2000                                             | 1                                                                   |                                                                     |
| 19-8-1999                                                           | Amman                                                               | Bahrein                                                             | 0 – 2                                                               | Iraq                                                                | Giochi panarabi 1999                                                | 1                                                                   |                                                                     |
| 23-8-1999                                                           | Amman                                                               | Oman                                                                | 0 – 3                                                               | Iraq                                                                | Giochi panarabi 1999                                                | 2                                                                   |                                                                     |
| 29-8-1999                                                           | Amman                                                               | Iraq                                                                | 3 – 1                                                               | Libia                                                               | Giochi panarabi 1999                                                | 1                                                                   |                                                                     |
| 31-8-1999                                                           | Amman                                                               | Giordania                                                           | 4 – 4                                                               | Iraq                                                                | Giochi panarabi 1999                                                | 2                                                                   |                                                                     |
| 23-5-2000                                                           | Amman                                                               | Iraq                                                                | 2 – 1                                                               | Libano                                                              | Campionato di calcio dell'Asia occidentale 2000                     | 1                                                                   |                                                                     |
| 13-8-2003                                                           | Teheran                                                             | Iran                                                                | 0 – 1                                                               | Iraq                                                                | Coppa LG                                                            | 1                                                                   |                                                                     |
| 20-10-2003                                                          | Manama                                                              | Iraq                                                                | 5 – 1                                                               | Malaysia                                                            | Qual. Coppa d'Asia 2004                                             | 1                                                                   |                                                                     |
| 9-6-2004                                                            | Amman                                                               | Iraq                                                                | 6 – 1                                                               | Taipei cinese                                                       | Qual. Mondiali 2006                                                 | 1                                                                   |                                                                     |
| Totale                                                              |                                                                     | Presenze                                                            | 38                                                                  |                                                                     | Reti                                                                | 17                                                                  |                                                                     |

## Palmarès

### Club
- Campionato iracheno: 3

Al-Zawraa: 1994-95, 1995-96, 1998-99
- Coppa dell'Iraq: 4

Al-Zawraa: 1994-95, 1995-96, 1997-98, 1998-99